# Valorant
Valorant là tựa game bắn súng góc nhìn thứ nhất (FPS) miễn phí được Riot Games phát triển và phát hành. Trò chơi được công bố lần đầu tiên với tên mã là Project A vào tháng 10 năm 2019. Nó được thiết lập để phát hành cho Microsoft Windows với phiên bản Closed beta ra mắt vào ngày 7 tháng 4 năm 2020, sau đó là phát hành chính thức vào ngày 2 tháng 6 năm 2020. Đến tháng 6 năm 2024, Valorant chính thức phát hành trên nền tảng PlayStation 5 và Xbox Series X/S, tuy nhiên phiên bản trên không có khả năng chơi chung với người dùng Windows.

## Khái quát

### Cách chơi
Valorant là một game bắn súng chiến thuật online theo đội 5 vs 5 và là game FPS lấy bối cảnh trong một tương lai gần. Người chơi điều khiển các Đặc vụ (Agent) đến từ rất nhiều quốc gia và nền văn hóa trên thế giới với các đặc tính và kỹ năng riêng biệt.
Valorant hiện tại đang có các chế độ chơi tùy chọn: Đấu Thường (Unrated), Siêu Tốc (Swiftplay),  Thi Đấu Xếp Hạng (Competitive), Đặt Spike Nhanh (Spike Rush), Sinh Tử (Deathmatch), Sinh Tử Đội (Team Deathmatch) và Chơi Tự Do (Custom Game). Chế độ chơi đặc biệt có Tăng Tiến (Escalation), Nhân Bản (Replication), Đấu bóng tuyết (Snowball fight), được mở theo từng tuần.
Trong chế độ chính (đặt Spike), mỗi đội có năm người chơi sẽ lựa chọn những Đặc vụ có các kỹ năng độc nhất, sao cho phù hợp với bản đồ thi đấu và chiến thuật cho đội. Hai đội được chia làm hai phe (side): phe Tấn Công (Attacker side) hoặc phe Phòng Thủ (Defender side). Người chơi sử dụng tiền tệ có trong mỗi ván để nạp kỹ năng và mua giáp cho bản thân, đồng thời mua và trao đổi vũ khí với đồng đội. Một quả bom hẹn giờ được gọi là Spike dành cho phe Tấn Công, việc họ cần làm là trong vòng 100 giây phải đặt nó ở một trong các khu đặt Spike của bản đồ hoặc tiêu diệt hết phe Phòng Thủ. Nếu phe Tấn Công tiêu diệt hết phe Phòng Thủ hoặc bảo vệ thành công Spike và cho nó phát nổ, phe Tấn Công thắng ván đấu. Nếu phe Phòng Thủ gỡ thành công Spike trong vòng 45 giây sau khi Spike được đặt hoặc sau khi hết 100 giây mà phe Tấn Công chưa đặt Spike nhưng phe Phòng Thủ vẫn còn người, phe Phòng Thủ sẽ thắng ván đấu. Ở ván đấu đầu tiên cả hai bên có 45 giây để chuẩn bị, với các ván sau thì rút lại còn 30 giây và tiếp tục cho đến ván 13 khi hai đội đổi phe.
Trận đấu theo thể thức Best of 24 (đấu 24 ván, thắng 13 ván trước, cách nhau trên 2 ván). Sau 12 ván, hai đội đổi vai trò Tấn Công và Phòng Thủ. Đội đạt được 13 ván thắng trước và hơn đội kia 2 ván thắng trở lên sẽ là đội chiến thắng chung cuộc. Nếu tỉ số là 12-12, hai đội sẽ đấu thêm một ván quyết định nếu là chế độ Đấu thường, hoặc thêm các ván phụ với vai trò Tấn Công - Phòng Thủ được đổi luân phiên sau từng ván nếu là chế độ Xếp hạng.
Chế độ chính (đặt Spike) thường xuất hiện ở 4 chế độ Đấu Thường (Unrate), Siêu Tốc (Swiftplay),  Thi Đấu Xếp Hạng (Competitive) và Đặt Spike Nhanh (Spike Rush). Với thi đấu thường (Unrate), hai đội thi đấu cho đến khi một đội thắng 13 ván trước sẽ giành chiến thắng. Còn đối với thi đấu xếp hạng (Competitive), hai đội sẽ thi đấu theo thể thức Best of 24. Còn lại chế độ Đặt Spike Nhanh (Spike Rush), 2 đội sẽ được cung cấp 1 loại súng ngẫu nhiên và không được phép mua đồ, sau 3 ván thi đấu đầu tiên 2 đội sẽ đổi bên, thi đấu cho đến khi một bên thắng đủ 4 ván trước sẽ chiến thắng. Chế độ Siêu Tốc (Swiftplay) giống như chế độ Đấu Thường (Unrate) nhưng số vòng đấu giảm, hai đội thi đấu cho đến khi một đội thắng 5 ván trước sẽ giành chiến thắng.

### Đặc vụ (Agent)
Hệ thống nhân vật trong Valorant là các Đặc vụ (tiếng Anh: Agent). Các Đặc vụ sở hữu những kỹ năng khác nhau, đòi hỏi người chơi cần sử dụng một cách hợp lý cho từng tình huống cũng như những thời điểm khác nhau. Các Đặc vụ cũng được phân theo 4 Role (vai trò):
| Duelist (Đối đầu) - Iso - Jett - Neon - Phoenix - Raze - Reyna - Yoru - Waylay | Controller (Kiểm soát) - Astra - Brimstone - Clove - Harbor - Omen - Viper | Initiator (Khởi tranh) - Breach - Fade - Gekko - KAY/O - Skye - Sova - Tejo | Sentinel (Hộ vệ) - Chamber - Cypher - Deadlock - Killjoy - Sage - Vyse |

Brimstone, Jett, Phoenix, Sage và Sova là 5 Đặc vụ được mở khóa sẵn. Các Đặc vụ khác có thể mở khóa bằng trả phí tiền thật qua việc dùng Radianite Point (RP) và VALORANT Point (VP) để mua. Với việc mở khoá miễn phí, trước đây người chơi có thể thông qua hệ thống "Giao Kèo" đến cấp 5, qua việc hoàn thành nhiệm vụ nhận điểm kinh nghiệm. Từ Hồi 7: Biến Chuyển (tháng 8 năm 2023), hệ thống "Giao Kèo" bị loại bỏ, các Đặc vụ khác sẽ được mở khóa miễn phí thông qua hệ thống tiền tệ mới tên là Kingdom Credit (KC). Người chơi hoàn thành trận đấu và nhận KC bằng 2% điểm kinh nghiệm của trận đó, nhưng chỉ có thể tích luỹ tối đa 10,000 KC. Mỗi Đặc vụ mở khoá với giá 8,000 KC. Với Đặc vụ mới ra mắt, mở khoá bằng KC tạm thời vô hiệu lực, người chơi chỉ có thể được mở khóa có phí bằng VP hoặc liên kết và kích hoạt Xbox Game Pass, hoặc miễn phí với sự kiện "Chiêu mộ Đặc vụ" trong 28 ngày đầu và cần lấy đủ 200,000 điểm kinh nghiệm.

### Bản đồ
Các bản đồ của các chế độ chơi cơ bản trong Valorant gồm có: Bind, Haven, Ascent, Split, Icebox, Breeze, Fracture, Pearl, Lotus, Sunset, Abyss và Corrode.
Các bản đồ dành riêng cho chế độ chơi Sinh Tử Đội gồm có: District, Drift, Glitch, Kasbah và Piazza.
Ngoài ra còn một bản đồ cho việc luyện tập có tên là Range.

### Vũ khí
Vũ khí trong Valorant gồm có một vũ khí Cận chiến (Melee) và các khẩu súng được phân thành các loại sau:
| Súng tiểu liên (Sub-machine Gun) - Stinger - Spectre Súng săn (Shotgun) - Bucky - Judge | Súng trường (Rifle) - Bulldog - Guardian - Phantom - Vandal | Súng bắn tỉa (Sniper Rifle) - Marshal - Outlaw - Operator Súng máy (Machine Gun) - Ares - Odin | Súng phụ (Sidearms) - Classic - Shorty - Frenzy - Ghost - Sheriff |

Các vũ khí đều có sở hữu ngoại trang cho mình và có thể kiểm được thông qua mua bán hoặc các sự kiện, phần thưởng giao kèo, phần thưởng mùa.

## Phát triển
Valorant được phát triển và phát hành tại các thị trường bởi Riot Games, công ty đã phát triển nên trò chơi Liên Minh Huyền Thoại. Dự án bắt đầu vào năm 2014, trong bộ phận nghiên cứu và phát triển. Joe Ziegler, giám đốc trò chơi của Valorant, được cho là đã tạo ra ý tưởng ban đầu cho Valorant khi hình thành những trò chơi khác mà Riot có thể phát triển khi nói chuyện với các nhà thiết kế trò chơi khác. David Nottingham là giám đốc sáng tạo của Valorant. Trevor Romleski:từng làm ở bộ phận thiết kế của Liên Minh Huyền Thoại và Salvatore Garozzo - từng là người chơi chuyên nghiệp đồng thời cũng thiết kế nhiều bản đồ cho tựa game Counter-Stirke: Global Offensive, cựu nhà phát triển Valve, người từng thiết kế nghệ thuật và nhân vật cho Half-Life 2 và Team Fortress 2, là giám đốc nghệ thuật cho Valorant.
Trò chơi sử dụng nền đồ họa Unreal Engine, cho phép nhóm phát triển tập trung vào lối chơi và tối ưu hóa. Để đạt được 30 khung hình/giây với yêu cầu phần cứng tối thiểu, nhóm kỹ sư phát triển, dẫn đầu bởi Marcus Reid, người trước đây đã làm việc trên Gears of War 4, đã phải thực hiện một số sửa đổi đối với công cụ, chẳng hạn như chỉnh sửa trình kết xuất bằng cách sử dụng kết xuất di động của công cụ đường dẫn làm cơ sở. Họ cũng tối ưu hóa hiệu suất máy chủ bằng cách tắt hoạt ảnh của nhân vật trong các tình huống không chiến đấu và xóa các đánh giá không cần thiết trong quá trình đăng ký hit.
Trong quá trình phát triển, Riot Games đã đưa ra lời hứa sẽ hướng tới mức ping dưới 35 mili giây cho ít nhất 70% người chơi của trò chơi. Để thực hiện điều này, Riot đã hứa hẹn sẽ có các máy chủ ở hoặc gần hầu hết các thành phố lớn trên thế giới, cũng như làm việc với các nhà cung cấp dịch vụ internet để thiết lập kết nối dành riêng cho các máy chủ đó. Do sự gia tăng lưu lượng truy cập internet trong đại dịch COVID-19, Riot đã gặp khó khăn trong việc tối ưu hóa kết nối và ping đến mức như họ đã hứa.

### Phiên bản di động
Vào ngày 2 tháng 6 năm 2021, Riot Games đã công bố kế hoạch phát triển phiên bản di động của Valorant, đây được cho là bước đầu tiên họ dự định thực hiện để mở rộng vũ trụ của trò chơi.

## Phát hành
Valorant lần đầu tiên được Riot Games giới thiệu với cái tên Project A vào tháng 10 năm 2019 trong dịp kỷ niệm 10 năm Liên Minh Huyền Thoại, và được công bố chính thức vào ngày 1 tháng 3 năm 2020, với một video giới thiệu lối chơi trên YouTube có tên là "The Round". Bản beta kín của trò chơi đã được ra mắt vào ngày 7 tháng 4 năm 2020 tại Hoa Kỳ, Canada, Châu Âu, Nga, Thổ Nhĩ Kỳ và Hàn Quốc. Để có cơ hội nhận được khóa truy cập beta, người chơi phải đăng ký tài khoản với cả Riot Games và nền tảng phát trực tuyến Twitch và xem các video liên quan. Valorant được phát hành vào 2 tháng 6 năm 2020 trên toàn thế giới.
Đến tháng 6 năm 2024, Valorant chính thức phát hành trên nền tảng PlayStation 5 và Xbox Series X/S, trở thành một trong số ít tựa game của Riot Games phát hành trên các máy chơi game tại nhà (Console). Dù vậy, phiên bản trên không có khả năng chơi chung với người dùng Microsoft Windows để đảm bảo yếu tố cân bằng giữa các nhóm người chơi, nhưng dữ liệu và tiến trình hoàn toàn đồng bộ với nhau giữa các nền tảng.

## Giải đấu eSports
Loạt giải eSports của Valorant do Riot Games tổ chức có tên là Valorant Champions Tour (VCT) được tổ chức từ năm 2021, gồm có 3 cấp độ thi đấu: VALORANT Challengers (Giải Thách Đấu), VALORANT Masters (Giải Cao Thủ) và VALORANT Champions (Giải Vô Địch Valorant toàn cầu).
- VALORANT Challengers là giải đấu trong khu vực, được tổ chức bởi Riot Games cùng các đối tác điều hành giải đấu.
- VALORANT Masters là giải đấu quốc tế được tổ chức thành 2 Stage trong mỗi năm, với sự góp mặt của các đội giành chiến thắng trong VALORANT Challengers của khu vực.
- VALORANT Champions sẽ là sự kiện đỉnh cao của cả mùa giải, một giải đấu dài 2 tuần với 16 đội tuyển, gồm 10 đội giành suất tham dự trực tiếp dựa theo bảng điểm trong khu vực mà các đội đã tích điểm được qua các giải VALORANT Challengers và VALORANT Masters trong năm, cùng 6 đội giành vé vớt qua Last Chance Qualifiers. Đội tuyển duy nhất đăng quang VALORANT Champions sẽ là Nhà Vô Địch Valorant toàn cầu của năm.

## Đón nhận
Valorant được so sánh như sự kết hợp giữa Counter-Strike: Global Offensive - game bắn súng đối đầu truyền thống, và Overwatch - game bắn súng sử dụng hệ thống anh hùng dùng kỹ năng.
Austen Goslin của Polygon đã ca ngợi bản beta của Valorant là "một trong những game bắn súng chiến thuật thú vị nhất tôi từng chơi".  Vào ngày đầu tiên ra mắt bản beta, Valorant đã tích lũy được lượng người xem đồng thời nhiều thứ hai từ trước đến nay trên Twitch, với 1,7 triệu người xem qua hàng chục luồng. Chỉ đứng sau Liên Minh Huyền Thoại - khi có 1,73 triệu người xem trận chung kết Giải vô địch thế giới 2019.

### Tranh cãi về phần mềm chống gian lận
Trò chơi đã bị chỉ trích vì phần mềm chống gian lận, Vanguard được cho để chạy trên trình điều khiển trong Nhân hệ điều hành, cho phép truy cập vào hệ thống máy tính. OSNews bày tỏ lo ngại rằng Riot Games và chủ sở hữu của nó, tập đoàn công nghệ Trung Quốc Tencent, có thể theo dõi dữ liệu người dùng và trình điều khiển hệ thống có thể bị các bên thứ ba khai thác. Tuy nhiên, Riot Games tuyên bố rằng trình điều khiển "không thu thập hoặc gửi bất kỳ thông tin nào về máy tính của bạn cho chúng tôi" và treo thưởng cho ai tìm được lỗ hổng trong Vanguard.